# Bujaraloz
Bujaraloz ist eine spanische Gemeinde (municipio) in der Provinz Saragossa, die zur Autonomen Region Aragonien gehört. Sie liegt im südöstlichen Zentrum der Comarca Monegros direkt am Ebro und zirka 75 km östlich der Provinzhauptstadt Saragossa. Gut zwei Kilometer südlich verläuft die Autobahn AP-2 (Autopista del Nordeste).

## Geschichte
In der Zeit des Bürgerkrieges befand sich in Bujaraloz ein Feldflugplatz der Spanischen Republik, den nach der Eroberung der Gegend im Frühjahr 1938 durch die Falangisten auch Teile der deutschen Legion Condor nutzten. Im Frühjahr 1938 lagen hier zeitweise die 3. und 4. Staffel der Jagdgruppe 88 (J/88), beide mit Heinkel He 51 ausgerüstet.